# Ctenogobius lepturus
Ctenogobius lepturus es una especie de peces de la familia de los Gobiidae en el orden de los Perciformes.

## Morfología
Los machos pueden llegar a alcanzar los 6 cm de longitud total.

## Hábitat
Es un pez de clima tropical  demersal.

## Distribución geográfica
Se encuentra en el Atlántico oriental central: desde el Senegal hasta el Golfo de Guinea y, posiblemente, la República Democrática del Congo. 

## Observaciones
Es inofensivo para los humanos. 